# Beiral

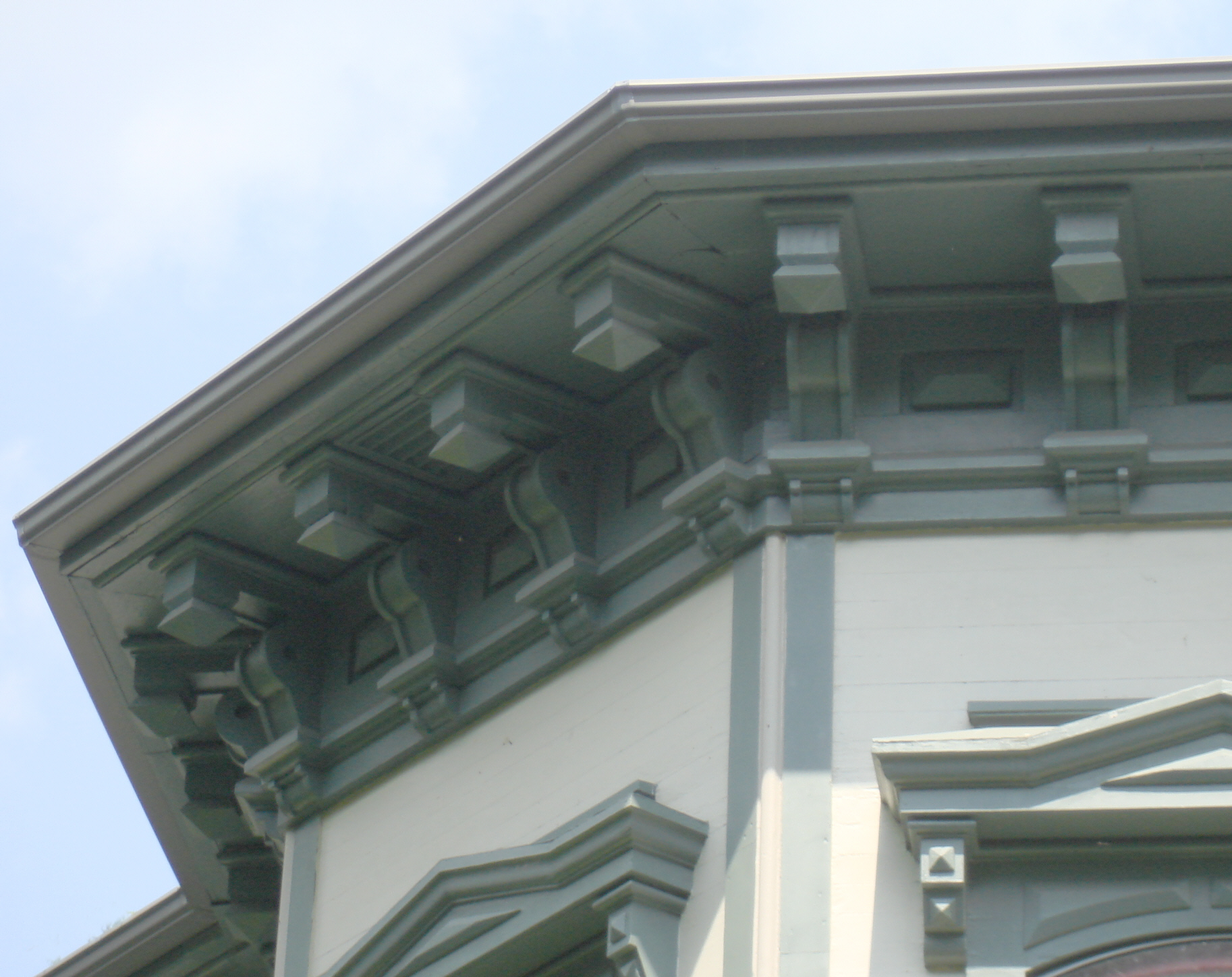
Exemplo de um beiral.

O beiral é a última fileira de telhas que forma a aba do telhado, constituindo a parte avançada deste sobre o corpo do edifício. Tem a finalidade de provocar a queda das águas pluviais (águas da chuva) de modo que estas não escorram pela fachada do edifício ou residência.

## Uso do beiral na arquitetura brasileira
O uso do beiral foi uma das alternativas usadas para amenizar a precariedade das técnicas construtivas típicas do período colonial. O uso da taipa de pilão ou do pau a pique deixava as construções vulneráveis às chuvas. Um modo de protegê-las era fazer fiadas superpostas às telhas, ou usar cimalhas para evitar que a água das chuvas escorresse diretamente sobre as fachadas das casas.
O beiral representou não só um elemento construtivo típico desse período mas também representou uma linguagem estética que marcava as diferenças sociais presentes na arquitetura brasileiraː o uso de beirais mais ornamentados associados a cachorros elaborados designava pessoas ricas e de posses, e é a partir daí que surge a expressão "sem eira nem beira".